# 張弘略
张弘略（？—1296年），字仲杰，元朝易州定兴（今河北省定兴县）人。张柔的第八个儿子。

## 生平
张弘略通经史，有谋略，善骑射。1255年，权顺天万户，跟随蒙哥攻打南宋蜀地。中统二年（1261年），继张柔担任顺天路管民总管，行军万户。中统三年（1262年）李璮勾结宋将夏贵反叛，他率领亳州军攻破夏贵占领的蕲州。李璮之变后，张弘略被解除兵职。至元元年（1264年），入宿卫。至元三年（1266年），参与修筑大都（今北京）城，他辅佐其父张柔为筑宫城总管。至元十三年（1276年），任淮东道宣慰使。至元十六年（1279年），任江西宣慰使，镇压饶州（今江西鄱阳县）反元起事。至元二十九年（1291年），为河南行省参知政事。元貞二年（1296年）去世。贈推忠佐理功臣、銀青榮祿大夫、平章政事、上柱國、蔡國公，諡忠毅。其子張玠、張瑾、張琰。